# پسران نروژ (فیلم)
پسران نروژ (انگلیسی: Sons of Norway) فیلمی نروژی در سبک درام است که در سال ۲۰۱۱ منتشر شد.

## موضوع فیلم
فیلم در مورد پسر و پدری است که خیلی باهمدیگر صمیمی هستند. آنها در کنار هم خرابکاری‌ها زیادی می‌کنند، از تک تک لحظاتشان لذت می‌برند، مهمانی می‌گیرند و ماجراجویی‌های جالبی می‌کنند.